# Хоменциська-Малі
Хоменциська-Малі (пол. Chomęciska Małe) — село в Польщі, у гміні Старе Замостя Замойського повіту Люблінського воєводства. Населення — 515 осіб (2011).

## Історія
За даними етнографічної експедиції 1869—1870 років під керівництвом Павла Чубинського, у селі переважно проживали польськомовні римо-католики, меншою мірою — греко-католики, які також розмовляли польською.
У 1975—1998 роках село належало до Замойського воєводства.

## Демографія
Демографічна структура станом на 31 березня 2011 року:
|          | Загалом | Допрацездатний вік | Працездатний вік | Постпрацездатний вік |
| -------- | ------- | ------------------ | ---------------- | -------------------- |
| Чоловіки | 242     | 52                 | 151              | 39                   |
| Жінки    | 273     | 57                 | 147              | 69                   |
| Разом    | 515     | 109                | 298              | 108                  |